# Aux Dames de France
Aux Dames de France est une chaîne de grands magasins apparue tout à la fin du XIXe siècle et qui développe son réseau au XXe siècle dans des villes françaises de grande et moyenne taille.
Cette enseigne a disparu au cours du dernier quart du XXe siècle. Son développement s'est régulièrement accompagné de la construction de bâtiments sur mesure avec des techniques de pointe et des choix ornementaux typiques de leur époque.

## Histoire
La chaîne de grands magasins « Aux Dames de France » est fondée en 1898 par les frères Gompel (Gustave, Alfred et Adolphe), qui transforment la société Gompel et Cie et créent pour l'occasion une société nommée Paris-France. Lors de sa création, la nouvelle société, dont le siège social est situé à Bordeaux, rue Sainte-Catherine, émet 35 000 actions de 100 francs constituant le capital de 3,5 millions de francs. La nouvelle société, née de l'union de Gompel et Cie déjà bien implantée dans le Sud de la France, après sa fusion avec Kauffmann et Auscher qui étaient installés en Bretagne, se développe ensuite sur l'ensemble du territoire. La société Paris-France est rachetée en 1985 par le groupe Galeries Lafayette et les magasins encore existants intégrés à la chaîne.
Le siège de la société fut conçu en 1929 par Roger Gompel (1873-1976[réf. souhaitée], fils d'Adolphe) et Robert Mallet-Stevens et est établi au 137, boulevard Voltaire.
Un fonds d'archive de la société Paris-France concernant les années 1899 à 1962, composé de documents comptables (journaux et grands livres) est conservé aux Archives nationales du monde du travail sous la cote 194 AQ.

## Les bâtiments
Il y a eu des magasins Aux Dames de France dans plusieurs villes de France, et le nom de l'enseigne est encore visible sur certains édifices. Certains de ces bâtiments font l'objet d'une protection au titre des monuments historiques.

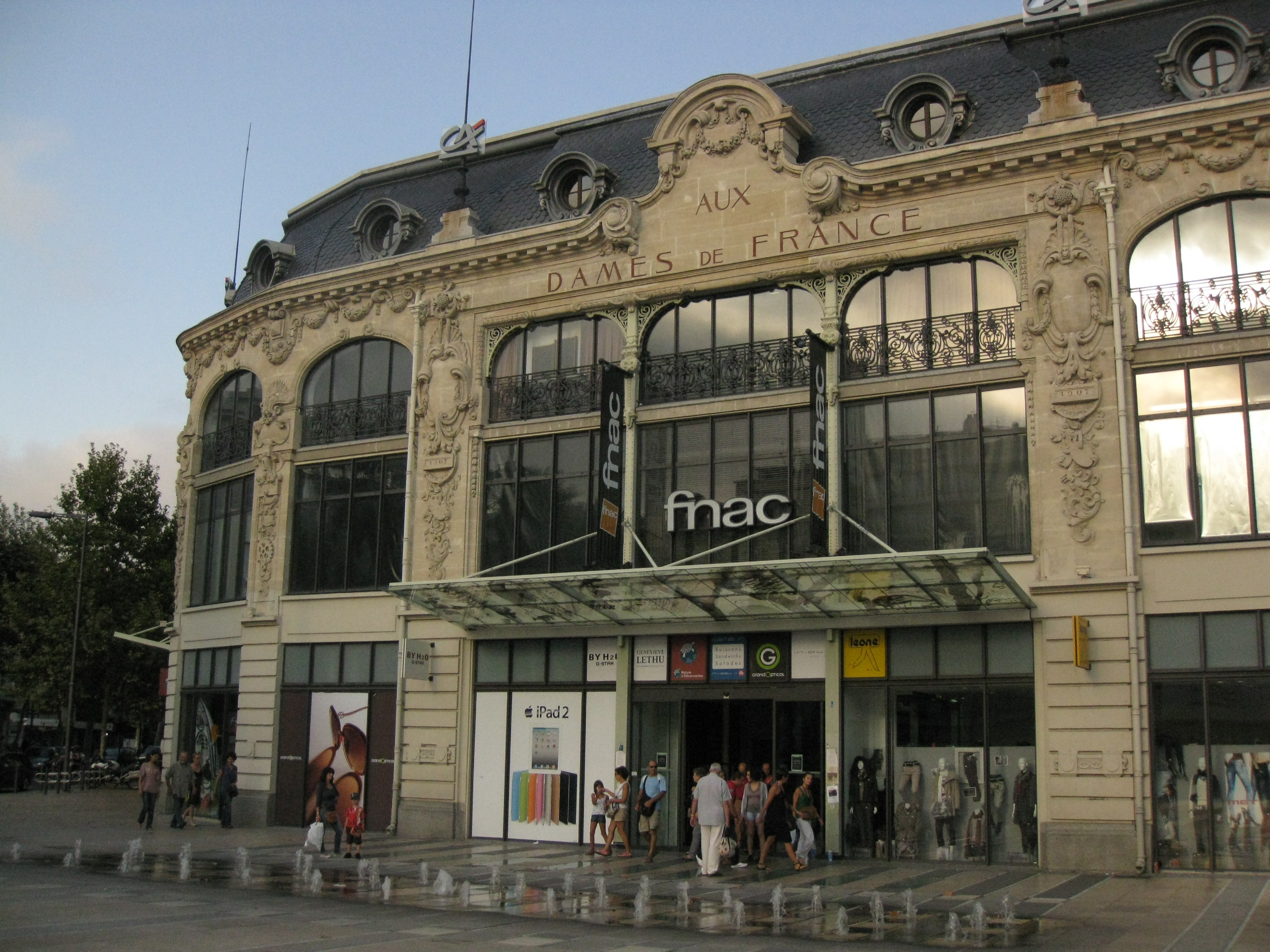
L'ancien magasin de Perpignan.
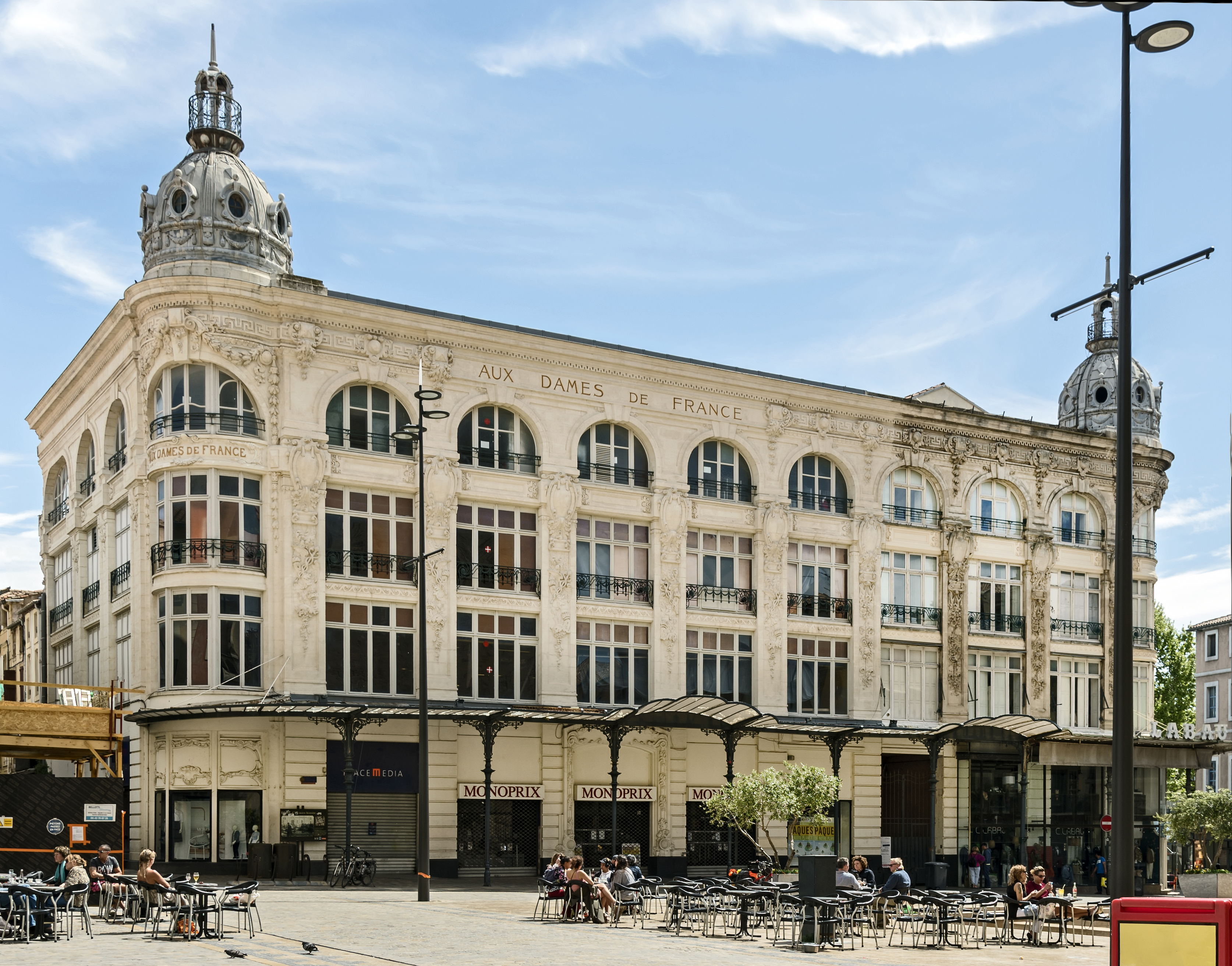
L'ancien magasin de Narbonne.
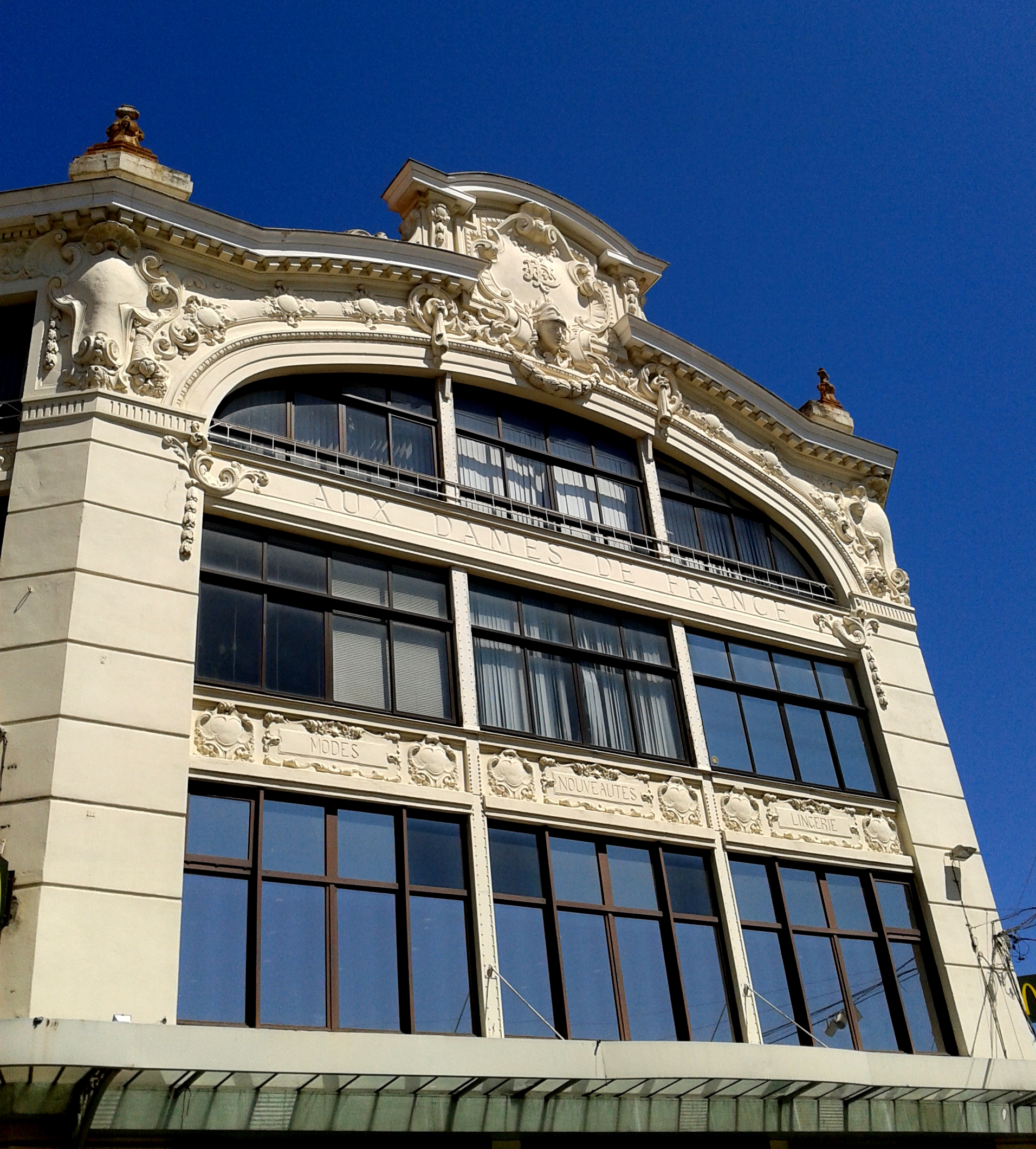
L'ancien magasin d'Hyères.
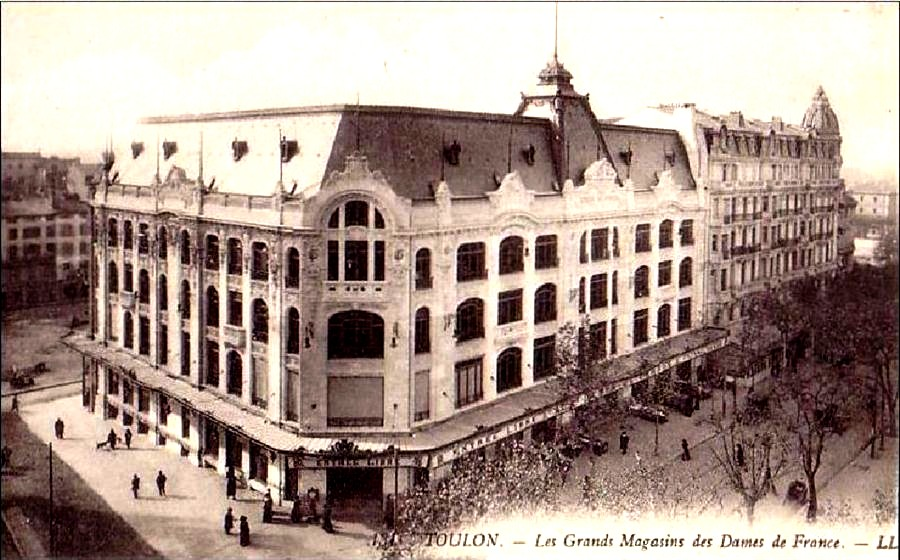
L'ancien magasin de Toulon (détruit en mars 1944).
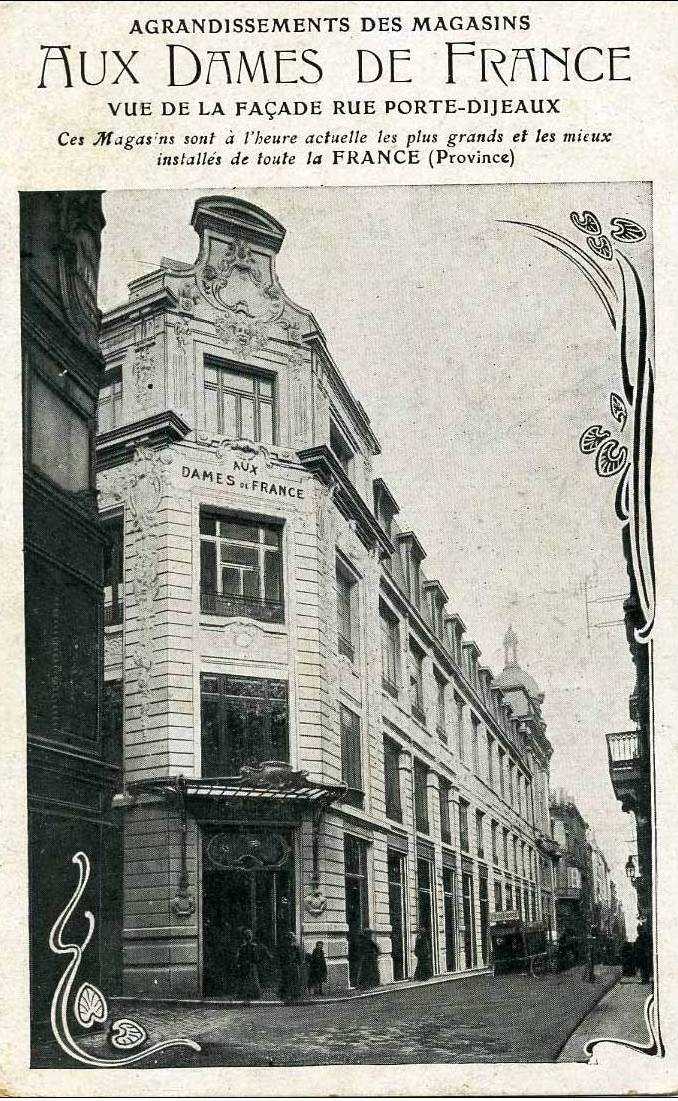
Annexe, rue Porte-Dijeaux à Bordeaux.

## Villes où existait un magasinAux Dames de France
- Agen (1908)
- Angers (ouvert en 1906)[7] - magasin sous enseigne FNAC
- Alès
- Annecy[8]
- Avignon[9]. Magasin sous enseigne Galeries Lafayette puis fermé pour accueillir les enseignes H&M, Etam, Jennyfer)
- Bayonne, rue Thiers - Magasin sous enseigne Galeries Lafayette
- Bordeaux (magasin inauguré en 1903 dans un bâtiment construit en 1900 par l'architecte Ruben Dacosta sous l'enseigne Aux Dames de France, monogramme DF[10] - visible sur la façade au décor sculpté)[11]. Magasin sous enseigne Galeries Lafayette
- Bourges (ouvert en 1905, façades et toitures du bâtiment  Inscrit MH (2005)[12],[13]
- Brest, place de la Liberté (espace occupé désormais par « Les Enfants de Dialogues »)
- Brignoles[14]
- Bourg-en-Bresse
- Cambrai
- Cannes[15]. Magasin sous enseigne Galeries Lafayette
- Castres[16]
- Cavaillon[17]
- Chambéry[18] (1925). Magasin sous enseigne Galeries Lafayette
- Cognac[19]
- Digne[20]
- Douai[21]
- Granville (12 rue Couraye)
- Grenoble (17-19 grande rue, actuellement Bio C bon. À l’intérieur de ce bâtiment se trouve une tour du XVe siècle avec soubassement en pierres de tuf)
- Guingamp
- Hyères (architecte Georges Debrie[22]. Sur la façade sont inscrits : « Papeterie », « Modes », « Nouveautés », « Lingerie ». Au début du XXe siècle, le magasin de Hyères proposait un rayon ameublement avec « des installations complètes de villas » et des interprètes[23])
- La Rochelle (Magasin construit en 1930)[24]. Magasin sous enseigne Galeries Lafayette
- Le Mans (1925), magasin sous enseigne Galeries Lafayette
- Libourne
- Lisieux (Magasin reconstruit en 1954, 77 rue Henri-Chéron, actuellement « Eurodif »)
- Lyon[25]
- Marseille : magasin sous enseigne Galeries Lafayette en mai 1985
- Menton : enseignes Nouvelles Galeries puis Galeries Lafayette
- Monaco : rue Albert 1er
- Montpellier : place Alexandre Laissac, au début du boulevard du Jeu de Paume[26]
- Narbonne[27]
- Nantes[28]
- Nevers[29]
- Nîmes
- Onival-sur-Mer
- Paris
- Périgueux (actuel siège du comité départemental du tourisme)
- Perpignan : construit en 1906, ouvert en 1908, façade et toitures inscrites aux Monuments Historiques en 1999[30] - Le bâtiment héberge la Fnac jusqu'en octobre 2019
- Quimper[31] (Bâtiment hébergeant un Carrefour City[32])
- Rennes (2 et 4 Rue Nationale, puis Rue Le Bastard)[33],[34]
- Roanne[35] : magasin détruit par un incendie en 1962, puis entièrement reconstruit et fermé en 1985 - le bâtiment accueille actuellement un Mc Donald´s, une agence Caisse d'Épargne au rez-de-chaussée et les bureaux de Roannais Agglomération dans les étages
- Rodez[36]
- Saint-Brieuc (situé entre rues Saint-Guillaume et Général-Leclerc, a fermé ses portes en septembre 1986)[37]
- Toulon (premier bâtiment en 1904; nouveau bâtiment en 1912, magasin bombardé en 1944, reconstruction et inauguration en 1951[38], réalisation des architectes associés de Montaut-Gorska-Poutu-Lajarrige. Magasin sous enseigne Galeries Lafayette en mai 1985
- Toulouse[39]. Magasin sous enseigne Galeries Lafayette Home en 1985 (fermé en 2013), puis l'enseigne Primark depuis octobre 2018
- Tours
- Valence[40] ; magasin transformé en centre commercial, le Centre Victor-Hugo, qui héberge notamment les enseignes Fnac, H&M, Zara
- Vierzon

### Note
1. ↑  La présence à Bordeaux du magasin Aux Dames Françaises (actuellement McDonald's) qui existait en 1875 en face sur la rue Sainte-Catherine est certainement à l'origine de la dénomination Aux Dames de France. Le nom du magasin figurait à l'époque dans le cartouche sous la coquille[1],[2].